# Cercenasco
Cercenasco (piemonti nyelven Sësnasch) egy olaszországi település (comune) a Piemont régióban.